# Gracilopsis guianensis
Gracilopsis guianensis là một loài bướm đêm trong họ Noctuidae.